# رود ساکای (گیفو)
رود ساکای (به لاتین: Sakai River) یک رود در ژاپن است که  ۳۰٫۳ کیلومتر است.